# Explorer 21
Explorer-21, a volte citato anche come IMP-B (acronimo inglese di Interplanetary Monitoring Platform-B, ovvero "Piattaforma per il monitoraggio interplanetario-B") o anche come IMP-2, è stato un  satellite artificiale messo in orbita dalla NASA nell'ambito del Programma Explorer.
Fu lanciato il 4 ottobre 1964, alle 03:45:00 GMT dalla Cape Canaveral Space Force Station (CCAFS), in Florida, usando come vettore un razzo Thor-Delta C. Explorer 21 era il secondo satellite della Interplanetary Monitoring Platform ed era basato sullo stesso schema progettuale del suo predecessore, l'Explorer 18 (IMP-A), lanciato l'anno precedente nel novembre 1963. Anche il satellite successivo, Explorer 28 (IMP-C), lanciato nel maggio 1965, era basato sullo stesso schema generale.

## Storia
Lanciato il 4 ottobre 1964 usando come vettore un razzo Thor-Delta C, non venne né correttamente orientato né correttamente posizionato. Si trovò su un'orbita terrestre caratterizzata da un apoasse di 94.288 km e da un periasse di 917 km, che garantiva un apogeo inferiore alla metà di quello previsto nel piano di lancio. Tutto ciò contribuì a limitare la riuscita della missione: il satellite fu completamente operativo solo per i primi 4 mesi e per il sesto successivo al lancio, dopodiché operò solo ad intermittenza. L'ultima trasmissione di dati avvenne il 13 ottobre 1965.
Il satellite terminò la sua vita utile il 1 gennaio 1966.

## Missione
La strumentazione dell'Explorer 21, alimentata da quattro celle solari disposte su pannelli dispiegabili e da una batteria chimica, doveva studiare lo spazio interplanetario e la magnetosfera di lontane particelle energetiche, raggi cosmici, campi magnetici e plasma. Ogni sequenza di trasmissione in telemetria durava 81,9 secondi e poteva trasmettere 795 bit di dati. Dopo tre sequenze consecutive, avveniva una trasmissione analogica della durata di altri 81,9 secondi dei dati di un magnetometro a vapori di rubidio.
I parametri iniziali del satellite artificiale includevano un apogeo al mezzogiorno locale, una velocità di rotazione di 14,6 giri al minuto, una direzione di spin con 41,4° di ascensione retta e 47,4° di declinazione.